# Deliber Rodríguez Ramírez
Deliber Rodríguez Ramírez (nacido el 25 de julio de 1993 en Tamayo, República Dominicana) es un atleta paralímpico español que compite en la corta distancia en eventos internacionales. Es triple medallista mundial y ha competido en los juegos paralímpicos de verano del 2016.
Rodríguez Ramírez compite junto a su hermano mayor Dionibel Rodríguez Rodríguez quien es también un corredor en la categoría T20. Ambos compitieron en los juegos paralímpicos de verano del 2016 en la categoría T20 de los 400 metros para hombres, Deliber terminó quinto mientras Dionibel terminó cuarto.
En el año 2019 se le concedió la Real Orden del Mérito Deportivo concedida por el CSD (Consejo Superior de Deportes). En el año 2022 fue reconocido por la Federación de Atletismo de Madrid como el mejor atleta masculino inclusivo.